# 阿曼达·米林

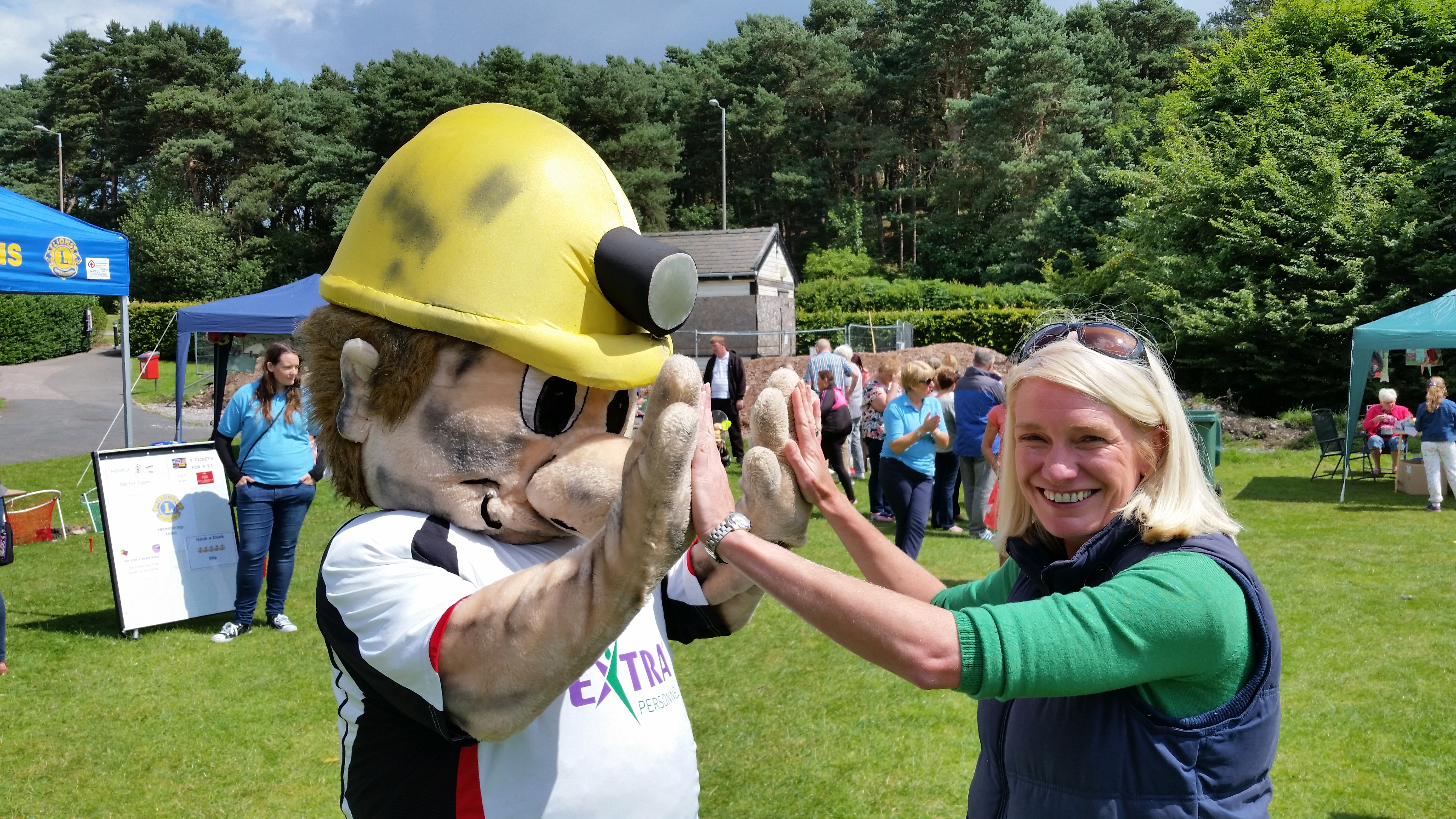
米林与汉德尼斯福德镇足球俱乐部的吉祥物。

阿曼达·安妮·米林女爵士，DBE（英語：Dame Amanda Anne Milling，1975年3月12日—）是英国保守党政治人物，现任下院坎諾克蔡斯选区议员、亞洲事務國務大臣，前保守党主席兼内阁不管部大臣。